# Das Herz von Jenin
Das Herz von Jenin (El corazón de Yenín) es una película documental de 2008 de Marcus Vetter y Leon Geller. La obra cuenta la historia del palestino Ismail Khatib de Yenín, quien donó los órganos de su hijo, asesinado a tiros por soldados israelíes, a niños israelíes. En abril de 2010, Das Herz von Jenin recibió el Deutscher Filmpreis al mejor documental. La película fue también el punto de partida del proyecto Cinema Jenin.

## Trama
Das Herz von Jenin cuenta la historia real de Ismael Khatib del campo de refugiados de Yenín, en el norte de Cisjordania. En 2005, su hijo Ahmed, de 11 años, recibió un disparo mortal en la cabeza de soldados israelíes debido a una ametralladora de juguete que parecía engañosamente real y la consiguiente confusión con un palestino armado. Los médicos del hospital de Haifa sólo pudieron determinar la muerte cerebral. 
Ismael Khatib debía decidir si los órganos de su hijo serían donados. Con su decisión positiva (su esposa también estaba de acuerdo) mostró humanidad en el momento de su mayor dolor. De esta manera, un palestino hizo posible que niños israelíes permanecieran con vida en medio del conflicto árabe-israelí. 
Las primeras escenas de la película muestran el cadáver de Ahmed siendo sacado de la morgue del hospital israelí en una ambulancia y conducido a sus padres en Cisjordania. Allí, junto a la familia que llora, una multitud se reúne inmediatamente alrededor del cuerpo, lo envuelve en una bandera palestina y lo lleva por la ciudad. “Levanten al mártir”, grita enojada la multitud, y: “Cada muerte se venga con cien”.
La película sigue a Ismael Khatib en sus visitas a tres familias cuyos hijos se salvaron gracias a los órganos de Ahmed. Los diferentes encuentros (con una familia judía ortodoxa, una drusa y una beduina, pero también con soldados en el puesto de control) siempre reflejan la situación en la región asolada por el conflicto.

## Producción
La película es una coproducción de Eikon Südwest en colaboración con SWR, arte y Filmperspektive, así como con la compañía israelí Mozer Film, y fue financiada por MFG Filmförderung Baden-Württemberg. La película se estrenó en los cines alemanes el 7 de mayo de 2009 con subtítulos en alemán. 

## Recepción
Tanto la película en sí como la decisión de Ismail Khatib en 2005 de donar los órganos de su hijo asesinado atrajeron un interés generalizado en todo el mundo.

### Reseñas en medios alemanes
El Süddeutsche Zeitung escribió: “[…] Un viaje a través de territorios ocupados y corazones ocupados por prejuicios - y la historia de un hombre que ya no lucha con violencia contra sus enemigos, sino que los confunde con su humanidad. […] Das Herz von Jenin  combina hábilmente la historia personal de Ismael Khatib con el trasfondo político: se ven imágenes de un ataque suicida palestino, las casas destruidas de Jenin después de una operación militar israelí. En ambos lados hay gente desesperada que se queda sin nada.” 
Deike Diening escribió sobre el caso en el Tagesspiegel: 

...una buena acción indiscutible que causó más irritación que la que jamás podría causar un atentado suicida. Ella se mantiene desafiante por encima de la lógica brutal del conflicto y es igual de convincente: los niños con los nuevos órganos realmente corren de un lado a otro, el gesto no se puede explicar. Los enemigos políticos también deben reconocerlo. No es imposible que incluso la ira de Ismael Khatib por la muerte de su hijo esté contenida en este gesto.
Deike Diening

Daniel Sander en Der Spiegel destacó el marco en que tuvo lugar la acción: "El padre, que es el foco de la película, no es sólo un santo noble. Fue un acto de humanidad, afirma, "no tiene nada que ver con política". Pero luego también dice que su humanidad debe entenderse como resistencia. "¿Crees que a los israelíes les gustó lo que hice?", dice. Se describe a sí mismo como un ex combatiente de la resistencia, dice que arrojó bombas molotov y piedras y acabó en prisión varias veces. Antes de donar los órganos, preguntó a un jefe de las Brigadas Al-Aqsa si realmente podía hacerlo, y el mufti de Jenin también tuvo que darle permiso." 
Informe de la Deutsche Film- und Medienbewertung (Evaluación del cine y los medios alemanes) que le otorgó el título de “particularmente valiosa”: “Desde el principio, el director alemán y su colega israelí acompañan esta extraordinaria historia y al mismo tiempo representan una muestra representativa de las diferentes realidades de la vida en la crisis. zona entre la presencia militar y los prejuicios culturales. ¡Un alegato admirable, humano y políticamente de gran actualidad que no deja de surtir efecto! Absolutamente digno de ver.” 

### Reseñas en medios israelíes
De los cientos de historias trágicas de niños asesinados durante décadas del conflicto palestino-israelí, la de Ahmed Khatib debe ser una de las más notables. […] Una de las secuencias más conmovedoras y decepcionantes llega hacia el final de la película, cuando dos años después de la muerte de Ahmed, Khatib y su hermano partieron en un coche destartalado para visitar a los niños cuyas vidas salvaron. Lo más destacado es el encuentro con la familia Levinson, quienes, en un incómodo intercambio en su apartamento de Jerusalén, se disculpan por sus comentarios anteriores y agradecen a Khatib, pero revelan una profunda falta de comprensión de la vida en la Cisjordania ocupada. […]" 
Un autor del sitio web germano-israelí Hagalil sobre temas judíos criticó la película con motivo de su estreno en Jerusalén: “[…] La película es auténtica, cargada de emociones y está impresionantemente bien hecha. […] Una película realmente buena que seguramente recibirá muchos premios. Pero al mismo tiempo es una obra de propaganda unilateral, capaz de despertar sentimientos antijudíos entre el público alemán. […]" 

## Premios (selección)
- Premio del Público en el Festival Internacional de Cine de Dubái [6]
- Premio DEFA del Festival DOKLeipzig 2008 [6]
- Festival Internacional de Cine de Valladolid 2008 – 1. Premio de la sección “Tiempo de la Historia” [6]
- Premio del Público “Películas que importan” 2009 de Amnistía Internacional
- Deutscher Filmpreis 2010 – Mejor Documental [7]

## Legado
El interés internacional por la película y las acciones de Ismail Khatib llevaron a la ciudad de Cuneo en Italia a establecer un centro juvenil en el campo de refugiados de Jenin.  En Jenin faltaban instalaciones culturales, especialmente para los jóvenes.
El director Marcus Vetter, que pasó más tiempo en Yenín durante el rodaje, también empezó a trabajar con jóvenes y a ofrecer talleres cinematográficos. En el centro juvenil de Ismail Khatib, los jóvenes trabajaron en sus propios cortometrajes y se dieron cuenta de que no había ningún lugar donde proyectarlos. Junto con Ismail Khatib y su traductor Fakhri Hamad, Marcus Vetter conoció el antiguo cine en el corazón de la ciudad de Jenin, que había estado cerrado desde el comienzo de la primera Intifada en 1987. Así nació el proyecto Cinema Jenin, que inicialmente tenía como objetivo reabrir el antiguo cine  y que ahora se ha convertido en una de las empresas de emprendimiento social más grandes de Cisjordania. 
En 2010, Ismail Khatib recibió el Premio de la Paz de Hesse en el parlamento estatal de Wiesbaden, la primera vez que el honor se concedía a un hombre sencillo y no a uno de los “líderes mundiales”. El discurso de elogio estuvo a cargo del ex embajador de Israel en Alemania, Avi Primor, quien describió lo difícil que fue el gesto de paz de Khatib en la tensa situación en Israel. "La mayoría habría pensado en la venganza", dijo Primor. Khatib resistió este impulso incluso cuando las familias de los niños israelíes rescatados lo recibieron con hostilidad. Primor citó las creencias judías e islámicas; en ambas religiones se dice que quien salva una vida salva al mundo entero. “Cinco veces salvaste al mundo”, finalizó Primor su discurso con un simple gesto, su última palabra fue “Shukran”. Es árabe, el idioma de Khatib, y significa " gracias ".